# Виновка
Виновка (также Винновка) — село в Городищенском районе Волгоградской области, входит в состав Ерзовского городского поселения. Село находится на правом берегу реки Волги.
Население - 172 (2021)

## История
Основано в 1820-х годах. Первоначально располагалось близ усадьбы Лятошинских. Заселено крепостными крестьянами. После выходя крестьян из крепостной зависимости в 1862 году перенесено на современное место. Крестьяне занимались хлебопашеством, бахчеводством, рыболовством, корзиноплетением, гончарным промыслом. Село относилось к Ерзовской волости Царицынского уезда Саратовской губернии. Дарственный надел - 73, 5 десятины земли.
В 1919 году в составе Царицынского уезда включено в состав Царицынской губернии. В 1928 году Винновка вошло в состав Сталинградского района Сталинградского округа Нижне-Волжского края (с 1934 года — Сталинградский край). В 1935 году в составе Акатовского сельсовета передано Песчанскому району (с 1938 года — Городищенский район) Сталинградского края (с 1936 года — Сталинградской области, с 1961 года — Волгоградская область). В 1953 году Ерзовский и Акатовский сельсоветы объединены в один Ерзовский поссовет с центром в селе Ерзовка. C 1963 по 1977 год Винновка в составе Ерзовского сельсовета относилась к Дубовскому району.

## География
Село расположено на востоке Городищенского района в степной зоне в пределах Приволжской возвышенности, относящейся к Восточно-Европейской равнине, на правом берегу реки Волга. Рельеф местности холмисто-равнинный, осложнён балками и оврагами. От Виновки начинается Сарпинско-Даванская ложбина по правому берегу Волги в виде овального понижения рельефа начинающейся от юго-восточно части поселения. Центр села расположен на высоте около 40 метров над уровнем моря. Со всех сторон окружено садоводческими участками. Почвы — светло-каштановые солонцеватые и солончаковые.
К селу имеется подъезд от федеральной автодороги А260. По автомобильным дорогам расстояние до центра Волгограда составляет 23 км, до районного центра рабочего посёлка Городище — 25 км, до административного центра сельского поселения рабочего посёлка Ерзовка — 9,8 км.
Часовой пояс
Виновка, как и вся Волгоградская область, находится в часовой зоне МСК (московское время). Смещение применяемого времени относительно UTC составляет +3:00.

## Население
| 1862 | 1883 | 1894 | 1911 | 2002 |
| ---- | ---- | ---- | ---- | ---- |
| 172  | 130  | 128  | 155  | 43   |

| 2010 | 2014 | 2016 | 2017 | 2018 | 2019 | 2020 |
| ---- | ---- | ---- | ---- | ---- | ---- | ---- |
| 22   | ↗27  | ↗39  | ↗45  | ↗58  | ↗76  | ↗95  |
| 2021 |      |      |      |      |      |      |
| ↗172 |      |      |      |      |      |      |

## Экономика
Основные отрасли экономики — это сельское хозяйство. Так как село расположено рядом с городом Волгоградом, то большая часть участков является загородными участками жителей Волгограда.